# Pontifícia Universidade São Tomás de Aquino

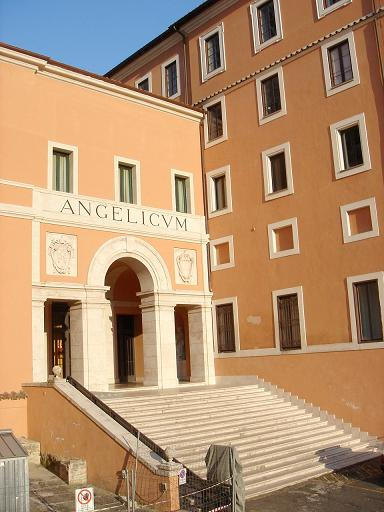
Ingresso principal da universidade

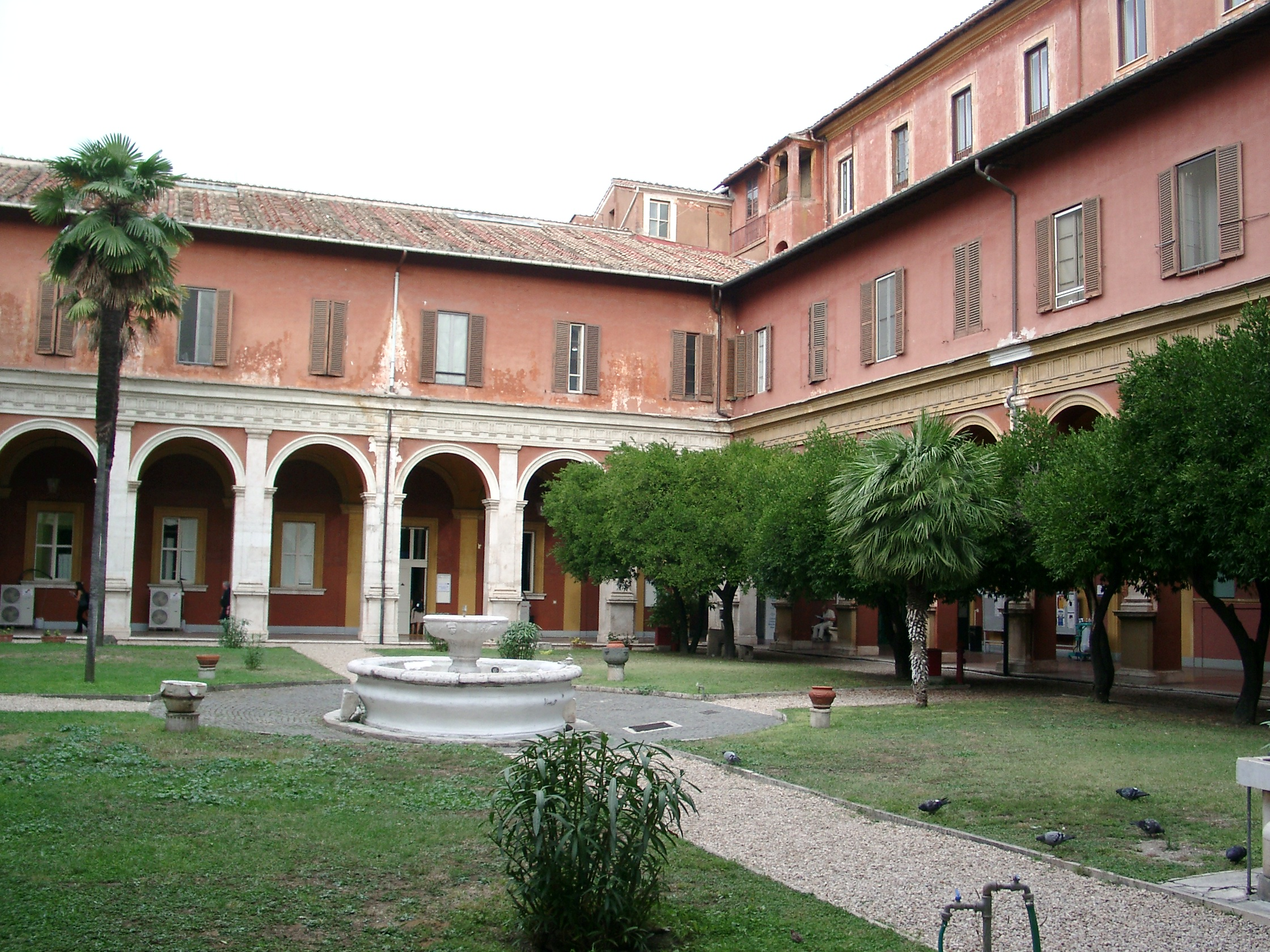
Claustro vignolesco do Angelicum

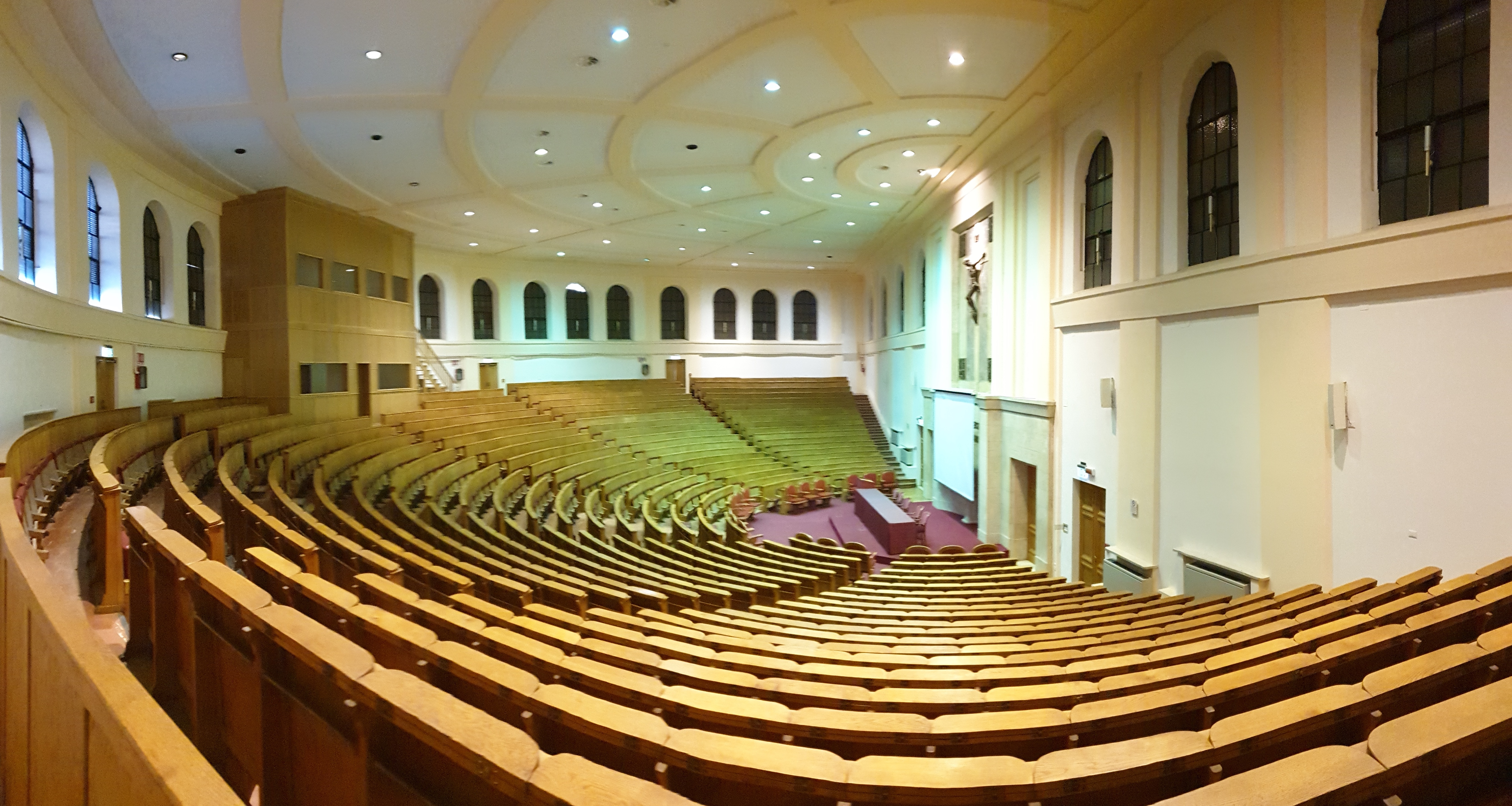
Aula Magna “João Paulo II”

A Pontifícia Universidade de São Tomás de Aquino, conhecida como Angelicum em homenagem a Tomás de Aquino (Doctor Angelicus), é uma universidade pontifícia administrada pela Ordem dos Dominicanos em Roma. Depende diretamente do Papa e opera sob a Constituição apostólica Sapientia Christiana, que define sua autoridade e liberdade acadêmica. É um dos principais centros mundiais de estudos tomistas.

## História

### Origens Medievais (1222)
As raízes do Angelicum remontam a 1222, com a fundação do primeiro studium conventuale dominicano na Santa Sabina, em Roma, onde "os estudos sacros floresciam". A Ordem dos Dominicanos, aprovada pelo Papa Honório III entre 1216 e 1217, estabeleceu o convento em 1220 e formalizou a transferência da propriedade em 5 de junho de 1222. Em 1265, Tomás de Aquino liderou o studium provinciale em Santa Sabina, conforme mandato do Capítulo de Agnani.

### Studium Generale (1426)
Em 1426, o studium da Santa Maria sopra Minerva tornou-se studium generale da província romana, função que exerceu até 1539 e novamente a partir de 1694. Em 1577, Juan Solano transformou-o no Collegium Divi Thomae, inspirado no Colégio de São Gregório de Valladolid. Em 1727, o Papa Bento XIII concedeu o direito de conferir graus acadêmicos a estudantes externos, ampliando seu alcance internacional.

### Era Moderna
Entre 1797 e 1814, durante a ocupação francesa, o colégio enfrentou declínio. Após a restauração em 1815, foi expropriado pelo governo italiano em 1871, mas continuou em locais provisórios. A encíclica Aeterni Patris (1879) do Papa Leão XIII impulsionou o tomismo, levando à criação da Faculdade de Filosofia (1882) e de Direito Canônico (1896). Em 1906, o Papa Pio X conferiu o título de Pontificium, equiparando seus graus às universidades católicas.
Em 1908, o Pontificium Collegium Angelicum foi estabelecido na Via San Vitale. Em 1923, a encíclica Studiorum Ducem do Papa Pio XI reconheceu o Angelicum como a principal sede tomista. Em 1932, transferiu-se para o convento dos Santos Domingos e Sisto. Em 7 de março de 1963, o Papa João XXIII elevou-o a universidade pontifícia com o motu proprio Dominicanus Ordo.

### Era Contemporânea
Em 1950, foi fundado o Instituto de Espiritualidade (Faculdade de Teologia), seguido pelo Instituto de Ciências Sociais (1952, Filosofia) e pela Faculdade de Ciências Religiosas Mater Ecclesiae (1964, elevada em 1974). Desde 2003, a “Cátedra Tillard” promove o ecumenismo.

## Estrutura
A universidade organiza-se em quatro faculdades:
- Teologia: Oferece Bacharelado (3 anos), Licenciatura (2 anos, com especializações como Teologia Dogmática, Bíblica, Moral) e Doutorado (mínimo 2 anos).
- Filosofia: Bacharelado (3 anos), Licenciatura (2 anos, com foco em Metafísica, Ética ou Filosofia da Ciência) e Doutorado (mínimo 3 anos).
- Direito Canônico: Bacharelado (3 anos), Licenciatura (2 anos) e Doutorado (mínimo 2 anos).
- Ciências Sociais: Bacharelado, Licenciatura e Doutorado, com ênfase em ética econômica e desenvolvimento sustentável.

### Institutos Afiliados
- Teologia:[16]

```
 - 
Sacred Heart Major Seminary
 (Detroit, EUA, agregado)
 - 
Colégio Alberoni
 (Piacenza, Itália)
 - 
Blackfriars Studium
 (Oxford, Reino Unido)
 - 
Centro de Teologia Santo Domingo de Guzman
 (Santo Domingo, Rep. Dominicana)
 - 
Irish Dominican Studium
 (Dublin, Irlanda)
 - 
Sacred Heart Institute
 (Gozo, Malta)
 - 
St. Charles’ Seminary
 (Nagpur, Índia)
 - 
St. Joseph’s Seminary Dunwoodie
 (Nova York, EUA)
 - 
St. John’s Seminary
 (Boston, EUA)
 - 
St. John Vianney Theological Seminary
 (Denver, EUA)
```

- Filosofia:[17]

```
 - 
Studio Filosofico Domenicano
 (Bologna, Itália)
```

### Campus
Localizado no rione Monti, no Quirinal, o campus ocupa o convento dos Santos Domingos e Sisto, construído em 1575 para freiras dominicanas e adquirido pelos dominicanos em 1927. O complexo, projetado por arquitetos como Jacopo Barozzi da Vignola, inclui um claustro central com jardim e fonte alimentada pelo Acqua Felice (1585). A entrada exibe estátuas de Alberto Magno e Tomás de Aquino por Cesare Aureli (1910). A Aula Magna “João Paulo II” (1.100 lugares) e a Aula Minor “São Raimundo” (350 lugares) são destaques.

### Biblioteca
A biblioteca possui um acervo significativo, parte do qual foi preservado após a expropriação de 1870. Localizada sob a Aula Magna, inclui uma sala de leitura com vista para o jardim murado.

## Publicações
- Angelicum: Revista trimestral neotomista (desde 1923), em italiano e inglês, com artigos de filosofia, teologia, direito canônico e ciências sociais.[22]
- Oikonomia: Revista quadrimestral (desde 1999) da Faculdade de Ciências Sociais, focada em filosofia, economia, psicologia social e ética econômica, em italiano e inglês.[23]

## Reitores
- Tomás Maria Zigliara (1873–1879)
- Alberto Lepidi Chioti (1885–1897)
- Mariano Cordovani (1927–1932)
- Michael Browne (1932–1941)
- Edward Władysław Kaczyński (1993–2001)
- Francesco Compagnoni (2001–2005)
- Joseph Agius (2005–2009)
- Charles Morerod (2009–2011)
- Miroslav Konštanc Adam (2012–2016)
- Michał Paluch (2017–2021)
- Thomas Joseph White (2021–presente)

## Grão-Chanceleres
- Hyacinthe-Marie Cormier (1904–1916)
- Heinrich Suso Denifle (1916–1920)
- Juan González Arintero (1920–1926)
- Martin Stanislaus Gillet (1926–1935)
- Pierre-Paul Méouchi (1935–1947)
- Emmanuel Suárez (1947–1954)
- Michael Browne (1955–1962)
- Aniceto Fernández Alonso (1962–1969)
- Vicente de Couesnongle (1974–1980)
- Damian Byrne (1983–1992)
- Timothy Radcliffe (1992–2001)
- Carlos Alfonso Azpiroz Costa (2001–2010)
- Bruno Cadoré (2010–2019)
- Gerard Francisco Timoner III (2019–presente)